# 蘇民牧
蘇民牧（1536年—？），字乃徯，號孔鄰，山西澤州高平縣人，民籍，明朝政治人物。

## 生平
山西鄉試第六十三名舉人。嘉靖四十四年（1565年）中式乙丑科會試第二百十六名，三甲第五十一名進士。大理寺观政，本年六月授长安知县，隆慶二年（1568年）六月升刑部主事，四年八月调户部，十二月改兵科给事中，五年二月丁忧。万历元年（1573年）二月復除本科，二年正月升山东佥事，五年正月升四川右参议，丁忧。九年三月復除山东海道左参议兼佥事，十年九月升湖广副使，十三年二月升陕西参政，十四年正月考察降用。

## 家族
曾祖蘇美；祖父蘇党；父蘇實，貢士。母段氏，封太孺人。兄民望（庠生）、弟民困（庠生）、民化。